# Parafia św. Jana Chrzciciela w Olszówce
Parafia św. Jana Chrzciciela w Olszówce – parafia rzymskokatolicka należąca do dekanatu Mszana Dolna archidiecezji krakowskiej. Opiekę nad nią sprawują księża diecezjalni. Proboszczem parafii jest ks. Damian Zając. 
Odpust parafialny obchodzony jest w dniu wspomnienia patrona – 24 czerwca. 

## Historia
Pierwsza parafia w Olszówce erygowana została już w roku 1388. Wtedy również zbudowano we wsi pierwszy kościół. Nie wiadomo w jakich okolicznościach parafia została zlikwidowana, wiadomo jednak, że w XVI wieku Olszówka należała do parafii w Rabce a od początku XVII wieku do parafii w Mszanie Dolnej.
Powtórne erygowanie parafii datowane jest na 1711 rok.
W latach 1982–1988 zbudowano nowy kościół parafialny. Dawna zabytkowa drewniana świątynia spłonęła w pożarze z 15 na 16 września 1993.